# Cremastus preclarus
Cremastus preclarus là một loài tò vò trong họ Ichneumonidae.